# حمله ۲۶/۱۱
حمله ۲۶/۱۱ (به هندی: The Attacks of 26/11) فیلمی محصول سال ۲۰۱۳ و به کارگردانی رام گوپال وارما است. در این فیلم بازیگرانی همچون نانا پاتیکار، راهائو، سانجیو جایسوال ایفای نقش کرده‌اند.